# Cisliano
Cisliano (AFI: /ʧizˈljano/; Cisliàn in dialetto milanese) è un comune italiano di 5 153 abitanti della città metropolitana di Milano in Lombardia, a sud-ovest di Milano e situato nel Parco agricolo Sud Milano.

## Geografia fisica

### Territorio

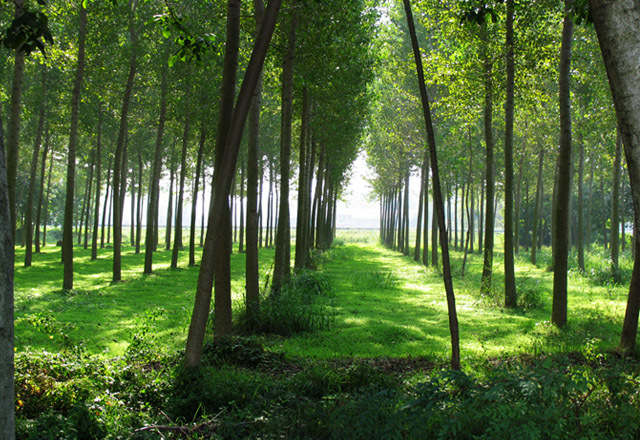
Un bosco di betulle nel territorio di Cisliano

Il territorio comunale ha forma squadrata e confina ad ovest con Albairate, a sud con Gaggiano, a est con Cusago, a nord-est con Bareggio, a nord con Vittuone e Sedriano ed a nord-ovest con Corbetta.
Cisliano dista circa quindici chilometri ad ovest dal capoluogo lombardo.

### Geologia e idrografia
Morfologicamente, il territorio di Cisliano è caratterizzato dall'ambiente pianeggiante tipico della pianura padana, prevalentemente adatto a boschi o coltivazioni. L'altitudine è compresa tra i 124 e i 128 m s.m.l.

### Sismologia
Dal punto di vista sismico Cisliano presenta un rischio molto basso ed è stata classificata come il comune zona 4 (bassa sismicità) dalla protezione civile nazionale.

### Clima
Il clima di Cisliano è quello continentale, tipico delle pianure settentrionali italiane con inverni freddi e abbastanza rigidi con diverse giornate di gelo, col fenomeno della nebbia; le estati, che risentono di elevate temperature che possono superare i 30 °C, presentano una umidità che può raggiungere l'80% causando quel fenomeno di caldo umido comunemente chiamato "afa". L'umidità non è comunque presente solo d'estate, ma è molto elevata tutto l'anno. I dati provenienti dalla vicina stazione meteorologica di Milano Malpensa, ad ogni modo, indicano, in base alla media trentennale di riferimento (1961-1990) per l'Organizzazione Mondiale della Meteorologia, che la temperatura media del mese più freddo, gennaio, si attesta attorno a -4 °C; quella del mese più caldo, luglio, è appena sopra i +28 °C.
Il comune appartiene alla zona climatica E, 2538 GR/G. Cisliano, come del resto gran parte dei comuni della Pianura Padana, soffre di scarsa ventilazione.
La piovosità si concentra principalmente in autunno e in primavera con un minimo relativo invernale e con una media annua superiore ai 1000 mm, con un minimo relativo invernale.
| CISLIANO                           | Mesi | Mesi   | Mesi   | Mesi   | Mesi  | Mesi  | Mesi  | Mesi   | Mesi   | Mesi  | Mesi  | Mesi  | Stagioni | Stagioni | Stagioni | Stagioni | Anno |
| CISLIANO                           | Gen  | Feb    | Mar    | Apr    | Mag   | Giu   | Lug   | Ago    | Set    | Ott   | Nov   | Dic   | Inv      | Pri      | Est      | Aut      | Anno |
| ---------------------------------- | ---- | ------ | ------ | ------ | ----- | ----- | ----- | ------ | ------ | ----- | ----- | ----- | -------- | -------- | -------- | -------- | ---- |
| T. max. media (°C)                 | 5    | 8      | 13     | 18     | 22    | 26    | 29    | 28     | 24     | 18    | 10    | 5     | 6        | 17,7     | 27,7     | 17,3     | 17,2 |
| T. min. media (°C)                 | −2   | 0      | 3      | 7      | 11    | 15    | 17    | 17     | 14     | 8     | 4     | −1    | −1       | 7        | 16,3     | 8,7      | 7,8  |
| Precipitazioni (mm)                | 64   | 63     | 95     | 82     | 82    | 97    | 65    | 68     | 69     | 100   | 101   | 60    | 187      | 259      | 230      | 270      | 946  |
| Umidità relativa media (%)         | 86   | 78     | 71     | 75     | 72    | 71    | 71    | 72     | 74     | 81    | 85    | 86    | 83,3     | 72,7     | 71,3     | 80       | 76,8 |
| Eliofania assoluta (ore al giorno) | 2    | 3      | 5      | 6      | 7     | 8     | 9     | 8      | 6      | 4     | 2     | 2     | 2,3      | 6        | 8,3      | 4        | 5,2  |
| Vento (direzione-m/s)              | SW 2 | SW 4,6 | SW 4,6 | SW 4,6 | S 4,6 | S 4,6 | S 4,6 | SE 2,0 | SW 2,0 | S 2,0 | S 2,0 | S 2,0 | 2,9      | 4,6      | 3,7      | 2,0      | 3,3  |

## Storia
Cisliano fu un antico fondo dell'illustre gens romana Caecilia. Un Cecilio, o un ex-schiavo di Cecilio, lasciò infatti il nome a queste terre.
I ritrovamenti archeologici più antichi, ritrovati nel 1903 ad opera del noto scrittore e archeologo Carlo Dossi e consistenti in ventiquattro tombe complete, fanno presupporre l'abitazione del luogo già dall'epoca tardo celtica.
Il paese appare per la prima volta in un documento dell'8 maggio 742: si tratta di un atto di donazione fatta da un certo Teoperto di Briascono alla basilica di Sant'Ambrogio a Milano di una casa situata nel luogo dove soleva abitare. A firmare l'atto di donazione come testimoni vi è tra l'altro un certo Fortino, nobile, figlio del fu Todone de Ceciliano. In una vendita dell'849 presenzia un testimone che ha nome Autzone e che dichiara di vivere nel vicus Cecilianus. Il paese era detto dunque Ceciliano, aggettivo derivante dal nome romano Cecilius. In un altro documento conservato nell'archivio del Capitolo di S. Ambrogio di Milano, documento del 1038, è nominato anche un tale Andrea de loco Cixliano, mentre in un atto di vendita dell'11 febbraio 1081 si parla di un Vinifredo figlio del fu Rolando de loco Cixliano. Cisliano non fu incluso nel Ducato e nel Comitato della Burgaria, nell'epoca longobarda, ma fu compreso nel pagus di Corbetta, agglomerato urbano assai esteso su cui si adagiò quella pieve, la seconda per estensione nella diocesi di Milano.
Nella seconda metà del XII secolo, il paese rimase coinvolto in una controversia giudiziaria sul diritto di celebrare la messa nella chiesa dei Santi Faustino e Giovita che sorgeva in loco tra il parroco di Cisliano e il monastero milanese di San Vittore al Corpo, il quale infine riuscì a farsi assegnare i diritti sulla chiesa. Nel 1570 il borgo venne visitato da San Carlo Borromeo che fece una relazione sull'abitato in occasione di una sua visita pastorale.
Nel 1619 il borgo venne acquisito come feudo dai fratelli Raffaele e Ambrogio Fagnani, figli del questore Giovanni Battista, i quali offrirono inizialmente la somma irrisoria di 325 scudi, salita dopo qualche giorno già a 540 per fronteggiare le controproposte avanzate dal conte Giovanni Battista Panigarola. L'asta si concluse a favore dei Fagnani che per l'acquisto del feudo di Cisliano sborsarono in totale 560 scudi. La famiglia ne detenne la proprietà per cinquant'anni, quando l'abitato passò al monastero della Certosa di Pavia.
Nel 1870 furono aggregati a Cisliano i comuni di Bestazzo e San Pietro Bestazzo.
Durante la Grande Guerra, Cisliano ebbe in tutto 67 caduti, commemorati da un monumento in loco.

### Simboli
Lo stemma comunale e il gonfalone sono stati concessi con decreto del presidente della Repubblica del 17 ottobre 1992.
Stemma
(D.P.R. 17 ottobre 1992)
Lo stemma di Cisliano presenta nella parte centrale tre ramoscelli che, nell'intento del legislatore, avrebbero dovuto in realtà rappresentare tre piante di pioppo, un tipico albero della pianura lombarda, presente in maniera preponderante all'interno del territorio comunale Il capo d'azzurro è un'allusione alla presenza dei fontanili.
Gonfalone
Bandiera

## Monumenti e luoghi d'interesse

### Architetture religiose

#### Chiesa parrocchiale di San Giovanni Battista
Dedicata a San Giovanni Battista, la chiesa di Cisliano trae le proprie origini da una struttura più antica, una cappella fondata nel 1583 ad opera del padre domenicano Basilio del convento di Santa Maria delle Grazie di Milano.
Da questo primitivo luogo di culto, già dal 1592 si passò alla costruzione di una vera e propria chiesa che si arricchì nel corso del Seicento di due altari, uno dedicato ai Santi Giovanni e Paolo già citato nella visita pastorale del 1685 e l'altro dedicato a Sant'Antonio da Padova, realizzato nel 1689 a spese di Antonia Aliprandi e Federico Del Conte.
Nel 1709 si rese necessario un ulteriore ampliamento della struttura che però si protrasse a lungo tanto è vero che nel 1725 la struttura mancava ancora delle necessarie coperture del tetto.
La chiesa venne ampliata nuovamente nel 1903 per nuove esigenze date dall'aumento del numero degli abitanti nel comune.
L'interno, originario della fine del XVIII secolo, conserva anche una pregevolissima tela attribuita a Camillo Procaccini.

#### Chiesa di Santa Maria Assunta (fraz. Bestazzo)
La chiesa di Santa Maria Assunta, in località Bestazzo, è contraddistinta da una struttura di discrete dimensioni eretta per sopperire alle esigenze degli abitanti della frazione. Anche se essa risulta risalente nella maggior parte delle proprie sezioni al XVII secolo, la pianta è con tutta probabilità medioevale. Caratteristici sono il campanile, visibile anche dalla strada statale adiacente alla frazione, e la facciata che a differenza dell'intero complesso si presenta con uno stile con pietre a vista.

### Oratorio di San Bernardo
L'oratorio si trova nella zona di Cascina Scanna. È un edificio rinascimentale magnificamente conservato, leggermente sopraelevato; l'esterno è a pianta quadrata, decorato con lesene ed archi chiusi con particolari in cotto originali. La facciata è semplice, rilevante il campanile, di pieno stile rinascimentale in mattoni

### Architetture civili

#### Palazzo Terzago (fraz. Bestazzo)
Palazzo Terzago, in località Bestazzo, è il palazzo cittadino più antico del piccolo borgo e rappresentava la residenza in loco della famiglia Terzaghi, feudataria della frazione.
Il complesso si trova inserito in un tipico impianto di vie medioevali, il che fa supporre origini molto antiche della sua struttura, riconducibili ad un fortilizio medioevale e probabilmente anche ad un castrum romano.

#### Cascina Scanna

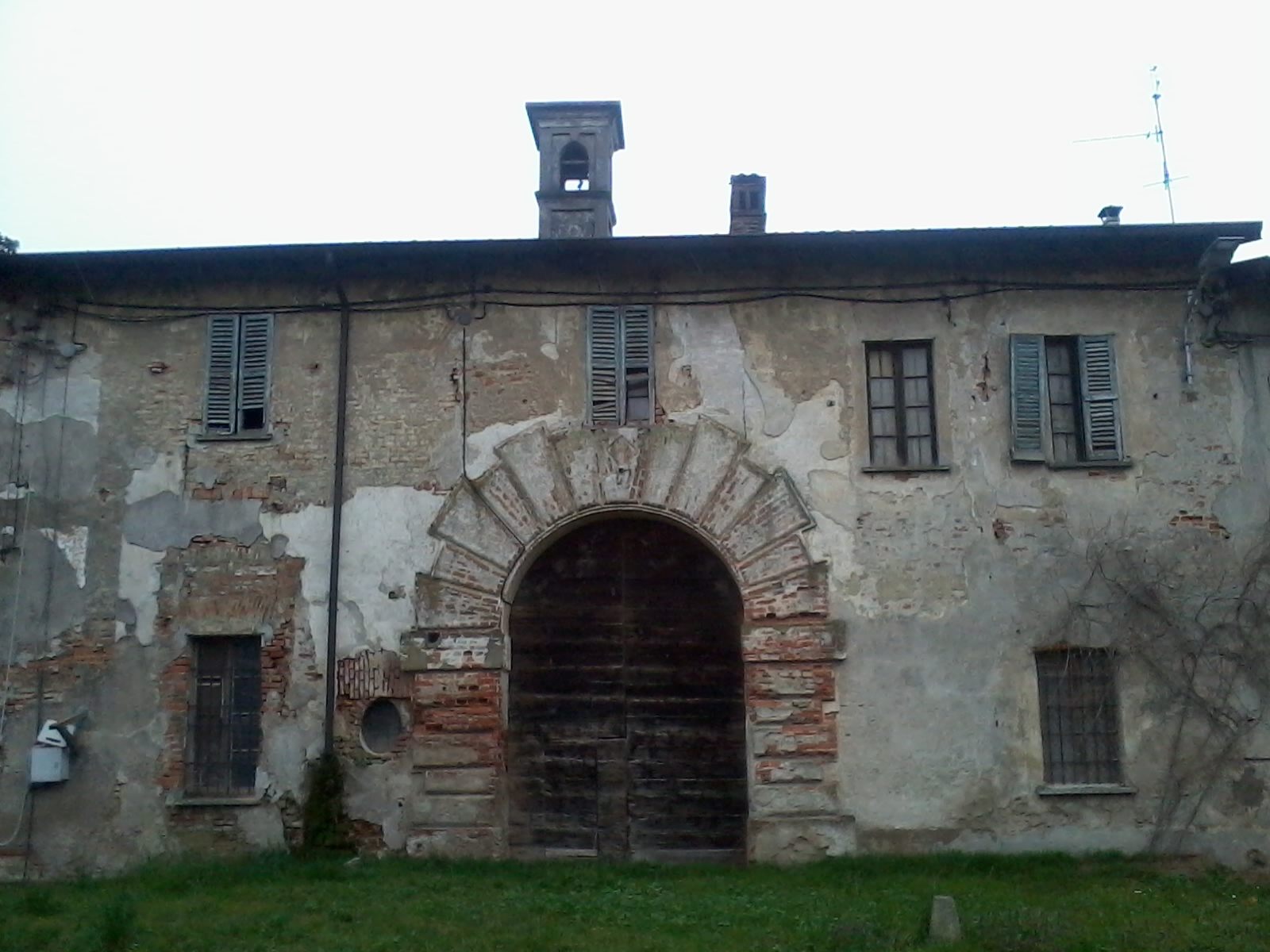
Il vecchio fabbricato padronale della Cascina Scanna

La fondazione del complesso su cui oggi sorge la Cascina Scanna, risale al IV secolo ed è stato comprovato da ritrovamenti archeologici costituiti da necropoli. Malgrado questo, le strutture presenti sul complesso rurale risalgono tutte al XVI secolo e si riferiscono in particolare al palazzo padronale (contraddistinto da un interessante portone a bugnato) e all'Oratorio di San Bernardo, contraddistinto da una splendida torre campanaria visibile da grande distanza e ricordata assieme al complesso da San Carlo Borromeo in una delle proprie visite pastorali nell'area del cislianese.
La struttura, tuttora incredibilmente isolata dal resto del paese, era però autosufficiente, favorita in questo dalle grandi estensioni di terreni agricoli, ricchi anche di fontanili (per la precisione cinque) che scorrevano lungo le proprietà della cascina.
Attualmente questa struttura accoglie una discreta popolazione di individui e costituisce località del comune di Cisliano.

## Società

### Evoluzione demografica
Nel 1771 gli abitanti di Cisliano rilevati erano 637, scesi a 565 nel 1805 ma saliti poi con l'annessione nel 1809 di Bestazzo (entrambi i comuni furono brevemente incorporati alla cittadina di Cusago). Nel 1853 gli abitanti erano 1076.
Abitanti censiti

### Etnie e minoranze straniere
Al 1º gennaio 2022 nel comune risiedevano 219 cittadini stranieri, ovvero il 4.4% della popolazione totale. Le nazionalità più rappresentate erano:
1. Romania, 37
2. Egitto, 31

Nei dati ufficiali non sono considerati gli stranieri irregolari.

### Enti e associazioni
Nel Comune di Cisliano, sono molte le associazioni che animano la vita del paese, svolgendo attività di intrattenimento culturale e sportivo, di salvaguardia ambientale e di volontariato.

## Cultura

### Eventi
- Terza settimana di giugno: Sagra di San Giovanni
- Prime due settimane di luglio: festa d'estate organizzata dalla Pro Loco
- 15 agosto: Sagra dell'Assunta (frazione Bestazzo)
- Prima settimana di settembre: Cislianerfest
- Il mercato ha luogo ogni venerdì

## Amministrazione
| Periodo | Periodo   | Primo cittadino | Partito                             | Carica  | Note |
| ------- | --------- | --------------- | ----------------------------------- | ------- | ---- |
| 1995    | 1999      | Angelo Airaghi  | Lista civica                        | Sindaco |      |
| 1999    | 2003      | Luigi Rondena   | Lista civica                        | Sindaco |      |
| 2003    | 2008      | Luigi Durè      | Casa delle Libertà                  | Sindaco |      |
| 2008    | 2013      | Emilio Simonini | Lista civica "Amo Cisliano"         | Sindaco |      |
| 2013    | 2018      | Luca Durè       | Lista civica “Impegno per Cisliano” | Sindaco |      |
| 2018    | 2023      | Luca Durè       | Lista civica “Impegno per Cisliano” | Sindaco |      |
| 2023    | in carica | Ilaria Mora     | Lista civica “Impegno per Cisliano” | Sindaco |      |

## Sport
La società calcistica dell'ASD Cisliano milita in promozione, nella stagione 2006/2007 ha ottenuto la salvezza agevolmente dopo aver vinto nelle stagioni precedenti il campionato di Seconda Categoria e di Prima Categoria.Salvezza ottenuta anche nel corso della stagione 2007/2008. La stagione 2008/2009 vede cambiare la gestione tecnica, la squadra Promozione inizia molto bene e resta per quasi tutto il campionato nella zona playoff. Finirà settima ad un solo punto dalla quinta e dalla sesta classificata. La squadra Juniores Provinciale vince il campionato e ritorna nella categoria Regionale fascia B, mentre nella Coppa Lombardia di categoria arriva a disputare la finale. La stagione 2009/2010 la squadra Promozione termina il proprio campionato a metà classifica, mentre la squadra Juniores stravince il suo campionato ed entra nell'élite della Juniores Regionale fascia A e per la seconda stagione consecutiva raggiunge la finale della Coppa Lombardia Juniores Regionale B. La stagione 2010/2011 si chiude con la squadra Promozione al quarto posto, mancando di un solo punto l'accesso ai play off. La squadra Juniores chiude il campionato Regionale fascia A al primo posto a pari punti con la Juniores del Roncalli di Legnano. La squadra Allievi Provinciali A domina il suo girone e si guadagna l'accesso alla categoria Regionale fascia B. Mentre nella Coppa Disciplina divide il primo posto con il Baggio Secondo ed il Leone XIII. La stagione 2011/2012 sarà per l'A.S. CISLIANO la sesta consecutiva nella categoria Promozione Regionale.